# 星間雲
星間雲（せいかんうん）は、銀河系を含む銀河に見られるガス・プラズマ・ダスト（塵）の集まりを総称したものである。別の言い方をすれば、星間雲とは星間領域において星間物質の密度が周囲より高い領域のことである。水素を例に取ると、雲の濃度・大きさ・温度および他の天体からの電磁波などにより星間雲中の水素は中性（または基底状態）のH I領域（原子雲）、イオン状態（または励起状態）のHII領域（プラズマ雲）、分子状態（分子雲）になる。またその密度の違いにより低密度雲、高密度雲に分けられる。

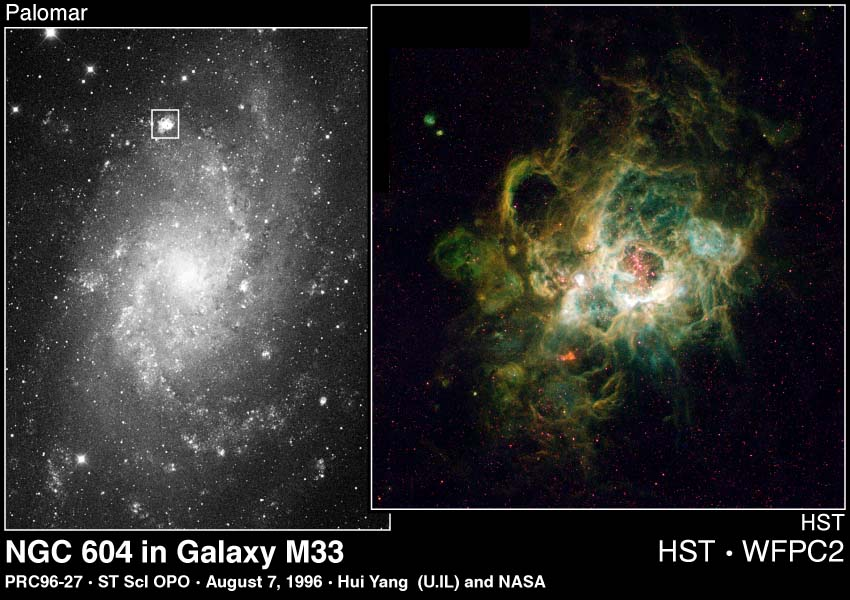
あらたに誕生した200個以上の恒星が洞穴のような形をしたガス状の星間雲に散在する (NGC 604) 。恒星が高エネルギーの紫外線をガスに照射すると、ガス中の原子は電子をはぎとられて励起状態になる。するとこの星雲はこの原子に特有の輝線を発する発光星雲になる。

## 化学組成
星間雲の組成を分析するため、星間雲が発する電磁波の研究が進められている。星間雲を研究する方法のひとつは、ある物質のスペクトルからこの物質を特定しやすい 波長を選び、大型の電波望遠鏡や光学望遠鏡で全天を走査することである。低温の分子雲では長波長の電磁波が観察できる。さまざまな種類の分子の分布図を作成すると、分子雲の組成がわかる。高温雲ではいろいろな元素のイオンがみられ、そのスペクトルは可視光線や紫外線で観測できる。
もうひとつの方法は電波望遠鏡や光学望遠鏡である一点をいろいろな波長を観測し、電磁波（光や電波）の強度を記録することである。スペクトル中に現れる数々のピークは星間雲中に各種物質が分子や原子やイオンの状態で豊富に存在することを意味する。ピークの高さでそれぞれの構成比がわかる。

## 星間雲中の予期せぬ化学物質の検出
星間雲は低温・低密度であるために、最近まで星間雲内の化学反応は大変遅いと考えられてきた。しかしこの条件下で存在しえないとされてきた分子量の大きい有機分子がスペクトル観測で発見された。この事実によると、星間雲内の化学反応は科学者の予測よりも早く進行するらしい。この反応は目下、等速超音速流下の反応速度論（CRESU）実験として研究されている。

## 高速度雲
この星雲は銀河系の自転により説明される以上に移動速度が速い。銀河内の一般的な星間雲とは組成がやや違い、中性の水素原子が多く、重い元素は比較的少ないのが特徴である。
このような特異な星雲を説明する理論には、銀河系の形成時からずっと取り残された物質であるという説や、銀河系と他の銀河や局所銀河群との間の潮汐力により星雲物質が引っ張られたという説がある。後者の例にはマゼラニックストリームがある。
高速度雲にはHVC 127-41-330のようにHVCを冠したコード番号がつけられる。ちなみにHVCは高速度雲を意味するHigh-Velocity Cloudの頭文字である。